# Gare d'Aizu-Tajima
La gare d'Aizu-Tajima (会津田島駅, Aizu-Tajima-eki) est une gare ferroviaire du bourg de Minamiaizu au Japon. Elle est exploitée par la compagnie Aizu Railway.

## Situation ferroviaire
La gare d'Aizu-Tajima est située au point kilométrique (PK) 42,0 de la ligne Aizu. Les trains des compagnies Yagan Railway et Tobu circulent jusqu’à cette gare. La gare marque la limite de l'électrification de la ligne.

## Historique
La gare a été inaugurée le 27 décembre 1934.

## Service des voyageurs

### Accueil
La gare dispose d'un bâtiment voyageurs, avec guichets, ouvert tous les jours.

### Desserte
- Ligne Aizu :
  - voie 1 : direction Aizukogen-Ozeguchi, Shimo-Imaichi et Asakusa
  - voie 2 : direction Aizu-Wakamatsu, Kitakata et Shin-Fujiwara (trains Aizu Mount Express)
  - voies 3 et 4 : direction Yunokami-onsen et Aizu-Wakamatsu

### Intermodalité
L'arrêt de bus Aizu-Tajima de la compagnie privée Aizu Bus pour Ōuchi-juku, et de la compagnie public « Shizen Shuto/Tadami » pour la gare de Tadami se trouve à proximité de la gare.